# Ti si čarovnica, jaz sem grobar
Ti si čarovnica, jaz sem grobar je pesniška zbirka Kozme Ahačiča, izšla je leta 2011 pri celjski Mohorjevi družbi. 
Pesniška zbirka je doživela tudi literarno-gledališko uprizoritev, ki jo je režiral Matej Filipčič, pesmi v njej pa je interpretiral Marko Mandić (4. februarja 2011, Atrij ZRC SAZU). Dve pesmi iz zbirki je uglasbil znani slovenski glasbenik Boštjan Narat. 

## Vsebina
Zbirko sestavljajo štiri poglavja: Čarovnik, Mraz, Morje in Vesolje. Pesnik v njih na samosvoj način v izrazito izdelanih tradicionalnih oblikah nadaljuje izročilo, ki sta ga začrtala Gregor Strniša in Svetlana Makarovič. Kakor je v spremni besedi napisal Edvard Kovač, predstavljata čarovnica in grobar "dvoje pomenljivih metafor o ženski in o moškem, ki literata spremljata v iskanju pesniških besed za dvoje tragičnih občutij, ki ju poet najde v sebi, ko se sooča s samim seboj in si priznava, kje je njegova neusahljiva želja".